# Salo Muller
Salomon Barend (Salo) Muller (Amsterdam, 29 februari 1936) is een Nederlands fysiotherapeut, journalist en publicist. Hij werd vooral bekend als fysiotherapeut bij AFC Ajax.

## Jeugd
Salo Muller was de zoon van handwerkster Lena Blitz (Amsterdam, 20 oktober 1908 - Auschwitz, 12 februari 1943) en magazijnbediende Louis Muller (Amsterdam, 20 juli 1903 - Auschwitz 30 april 1943). Beiden werkten bij De Vries van Buuren & Co, een textielbedrijf in de Jodenbreestraat. Het gezin woonde op Molenbeekstraat 34 in de Rivierenbuurt, waar veel Joodse gezinnen woonden.
Moeder wordt tijdens een razzia in 1942 opgepakt, vader sluit zich bij haar aan. Zoon wordt door een oplettende buurman bij de zus van Lena gebracht, die even later zelf opgepakt wordt. Muller ziet nog zijn vader en moeder in de Hollandsche Schouwburg, maar een ontmoeting wordt tegengehouden door een Duitse soldaat. Ouders worden gedeporteerd naar Kamp Westerbork, zoon is bestemd om naar Kamp Vught te gaan. Zijn ouders werden in 1943 omgebracht in (de omgeving van) het nazivernietigingskamp Auschwitz.
Salo wordt vanuit de crèche tegenover de Hollandsche Schouwburg gered. In de nadagen daarvan trekt hij van onderduikadres naar onderduikadres. Hij zat ondergedoken op acht adressen, onder meer in Amsterdam, Amersfoort, Koog aan de Zaan (zijn naam werd Jopie) en vooral Friesland, waar hij Japje werd genoemd. De onderduikouders, die de jonge Salo anderhalf jaar onder hun hoede namen, de alleen Fries sprekende Klaas Vellinga en Pietje Heddema-Bos, werden in 2008 geëerd met een eremedaille van Yad Vashem. Na de oorlog kan hij gaan wonen in het gezin van een zus van zijn moeder en haar man, die het vege lijf via onderduik in Nederhorst den Berg hadden weten te redden.
Dat onderduiken zorgde voor een onderbreking van de schoolperiode. Hij kon aanschuiven bij een Joods inhaalklasje van het Amsterdams Lyceum. Hij kon de opleiding, ondanks dat hij arts wilde worden niet afmaken; hij had aanpassingsproblemen en was (te) brutaal (geworden). Nadat hij van het lyceum gestuurd was belandde hij uiteindelijk op een opleiding heilgymnastiek en massage. Zijn leraar, de heer Rodenburg, was verzorger van Ajax en was van Muller onder de indruk. Via leraar en fysio bij Ajax Jan Rodenburg kwam Muller in 1958 bij Ajax terecht en kwam eerst in dienst als assistent en vanaf 1960 als fysiotherapeut.

## Ajax
Muller bleef aan Ajax verbonden tot halverwege 1972. Hij maakte de opkomst van het elftal mee tot de gouden jaren, van het debuut van Piet Keizer in 1961 tot en met het debuut van Johnny Rep en de komst van Arnold Muhren in 1971, en het afscheid van Dick van Dijk in 1972. Hij was erbij toen Ajax de Europacup I won en fungeerde naast masseur als gesprekspartner van alle spelers. Na de tweede Europacupwinst in 1972 raakte Muller met de club in conflict over zijn salaris en zijn takenpakket, en nam afscheid van de club. In 1980 werd hij buitengewoon lid. Hij bleef altijd trouw aanhanger en staat er om bekend trots te zijn op het Joodse imago van de club. Hij schreef later het boek Mijn Ajax over zijn tijd bij de club.

## Fysiotherapeut
Na Ajax richtte hij zich op het opbouwen van zijn fysiotherapiepraktijk. Hij was daarnaast dertig jaar lang hoofdredacteur van het blad voor de fysiotherapie, Fysioscoop, en schreef een tweetal boeken over blessures. In 2007 verscheen Blootgeven, een boek over zijn werk als fysiotherapeut. Muller beschrijft hierin een groot aantal van zijn bijzondere patiënten.

## Schrijverschap
Over zijn belevenissen in de oorlogsjaren schreef hij het boek Tot vanavond en lief zijn hoor. Dit waren de laatste woorden die zijn moeder tegen hem sprak toen ze hem bij de kleuterschool afzette. Die dag werd ze opgepakt door de Duitsers. In de Hollandsche Schouwburg zag hij ze nog wel kort.
Muller maakt zich er hard voor dat Nederlandse Spoorwegen een schadevergoeding betalen aan de (nakomelingen van) slachtoffers van de Holocaust. De NS werkte mee aan de deportatie van Joden naar Westerbork. Hoewel de NS in 2005 excuus had aangeboden, weigerde zij om een financiële schadevergoeding te betalen. In 2019 heeft de NS alsnog besloten om tientallen miljoenen euro's uit te betalen aan de slachtoffers.
Medio 2020 wordt ook de DB door hem aangeklaagd voor hetzelfde feit als die van de NS, het transporteren van joden naar de vernietigingskampen.

## Publicaties
- Sport en ongevallen. Haarlem, Gottmer, 1976. ISBN 9025703224
- Alles over sportblessures. Bloemendaal, Aramith, 1993. ISBN 9068341464
- Tot vanavond en lief zijn hoor... Oorlogsherinneringen. Antwerpen, Amsterdam, Houtekiet, 2005. ISBN 905240819X
- Mijn Ajax. Openhartige memoires van de talisman van Ajax in de gouden jaren '60 en '70. - Antwerpen, Amsterdam, Houtekiet, 2006. ISBN 9052408823
- Blootgeven. Verhalen rond de massagetafel. Antwerpen, Amsterdam, Houtekiet, 2007. ISBN 9789052409726
- De foto. Roman. Laren, Verbum, 2013. ISBN 9789074274999
- See You Tonight and Promise to Be a Good Boy. Oegstgeest, Amsterdam Publishers, 2017. ISBN 9789492371553
- Het gevecht met de Nederlandse Spoorwegen: De eenzame strijd van een Holocaust-overlevende. Hilversum, Verbum